# جگر خردشده
جگر خردشده (انگلیسی: Chopped liver) نوعی پاته جگر در آشپزی یهودی اشکنازی است. جگر خردشده یک غذای متداول در حاضری‌فروشی‌های کوشر در بریتانیا، آمریکا، کانادا و شمال آفریقا است. جگر خردشده از تفت دادن یا جوشاندن جگر مرغ، جگر گوساله یا جگر گاو و پیاز و اضافه کردن تخم مرغ پخته و نمک و فلفل سیاه و خرد و مخلوط کردن این مواد تهیه می‌شود. دستورهای مختلفی در مورد درست کردن این خوراک وجود دارد. جگر خردشده معمولاً با نان چاودار به عنوان ساندویچ سرو می‌شود.

## نگارخانه

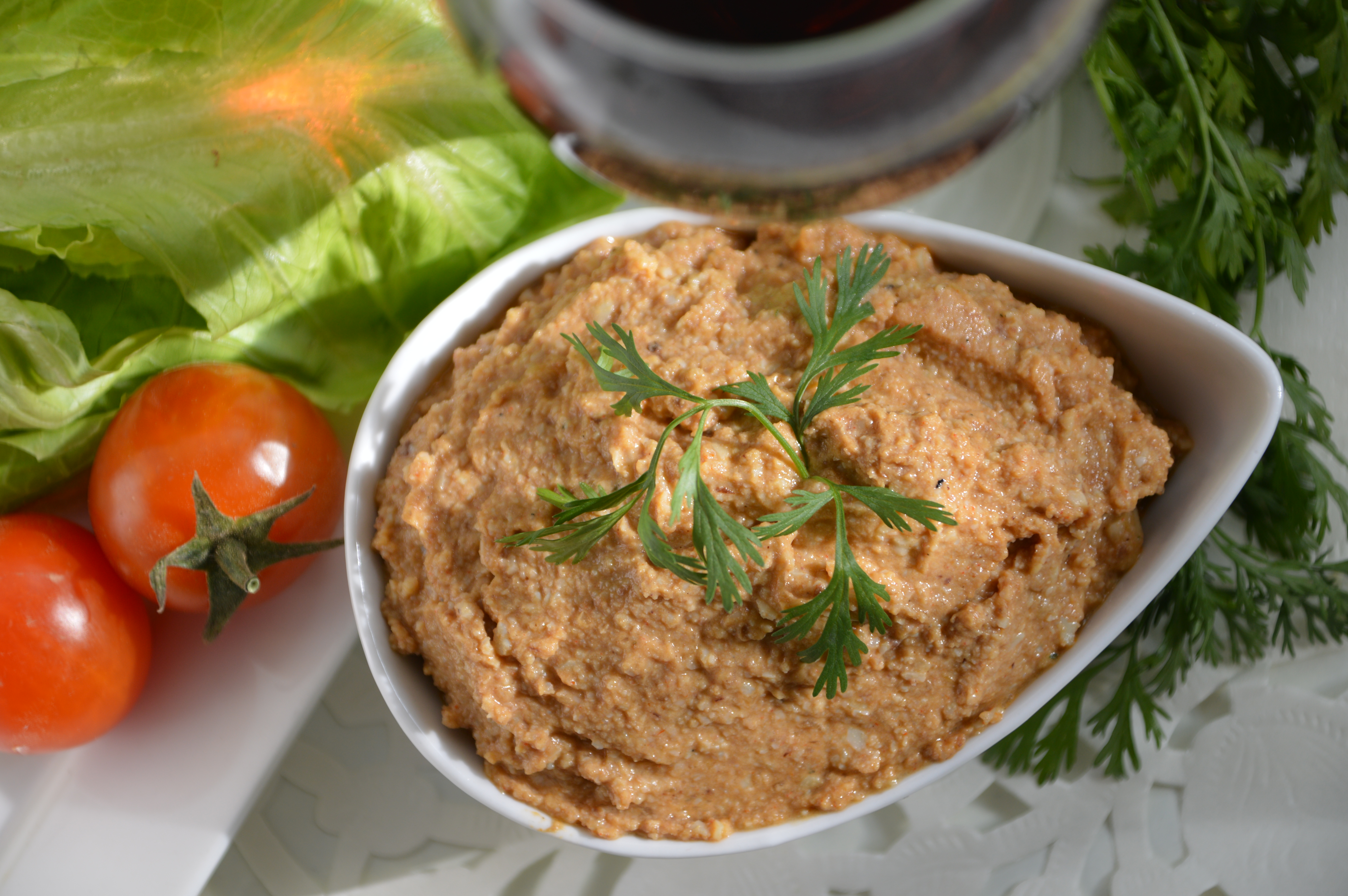
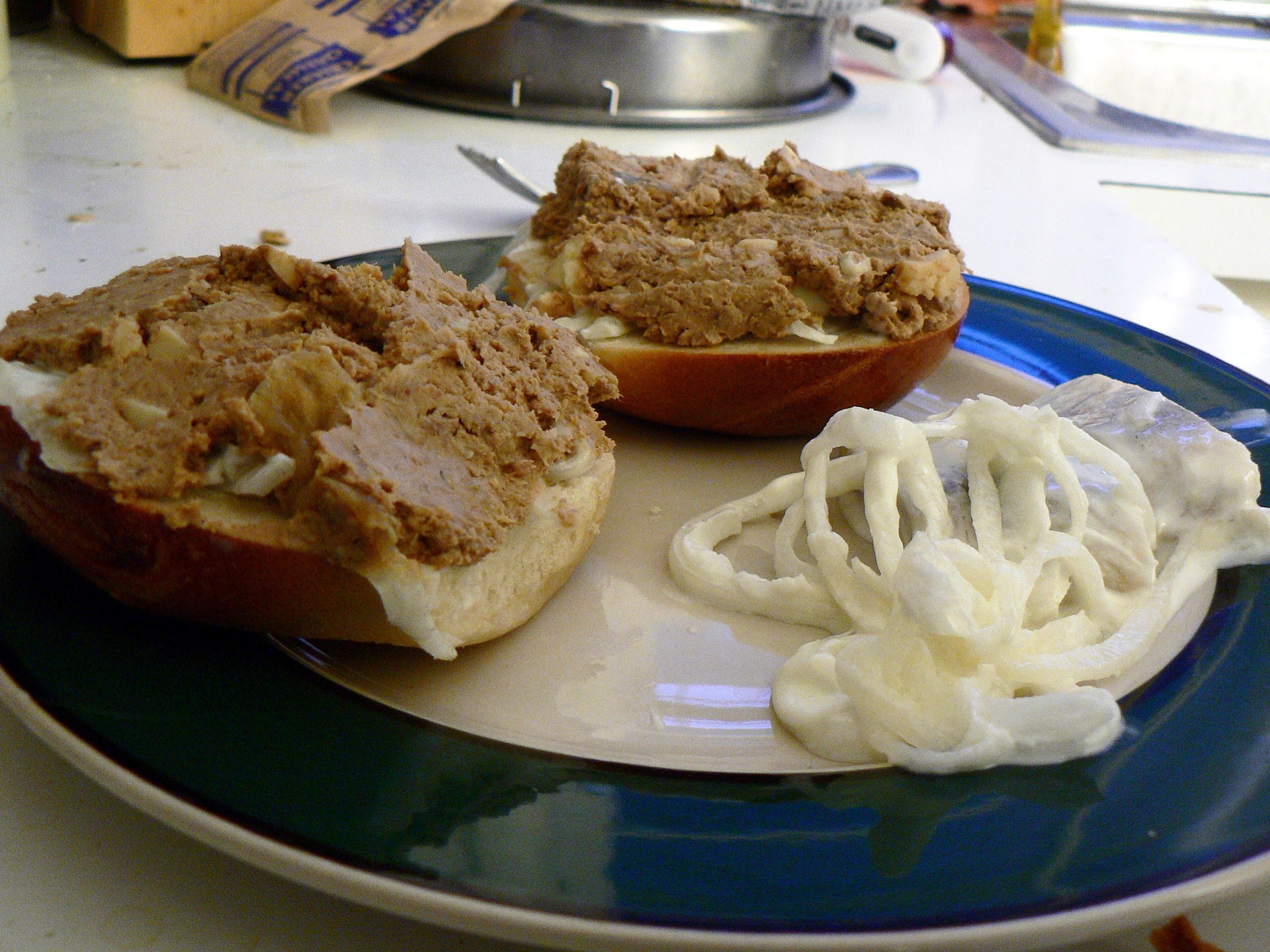